# Ossuaire de Lanvellec
L'ossuaire de Lanvellec est un édifice situé sur le territoire de la commune de Lanvellec en France.

## Généralités
L'ossuaire est destiné à recueillir les ossements humains. Les restes des défunts étaient régulièrement prélevés dans le cimetière pour être entreposé dans l'ossuaire, permettant de libérer de la place pour les nouveaux défunts. Il est situé dans le cimetière, à côté de l'église Saint-Brandan de Lanvellec, sur le territoire de la commune de Lanvellec, dans le département des Côtes-d'Armor, en région Bretagne, en France.

## Historique
L'ossuaire est daté de la 2e moitié du XVe siècle.
L'ossuaire est classé au titre des monuments historiques par arrêté du 22 juillet 1924.

## Description
L'édifice, en granit, est de style gothique flamboyant, sur un plan rectangulaire avec une porte en arc brisé ornée. Il possède également sept arcades trilobées, séparées par des colonnettes jumelées.

## Galerie

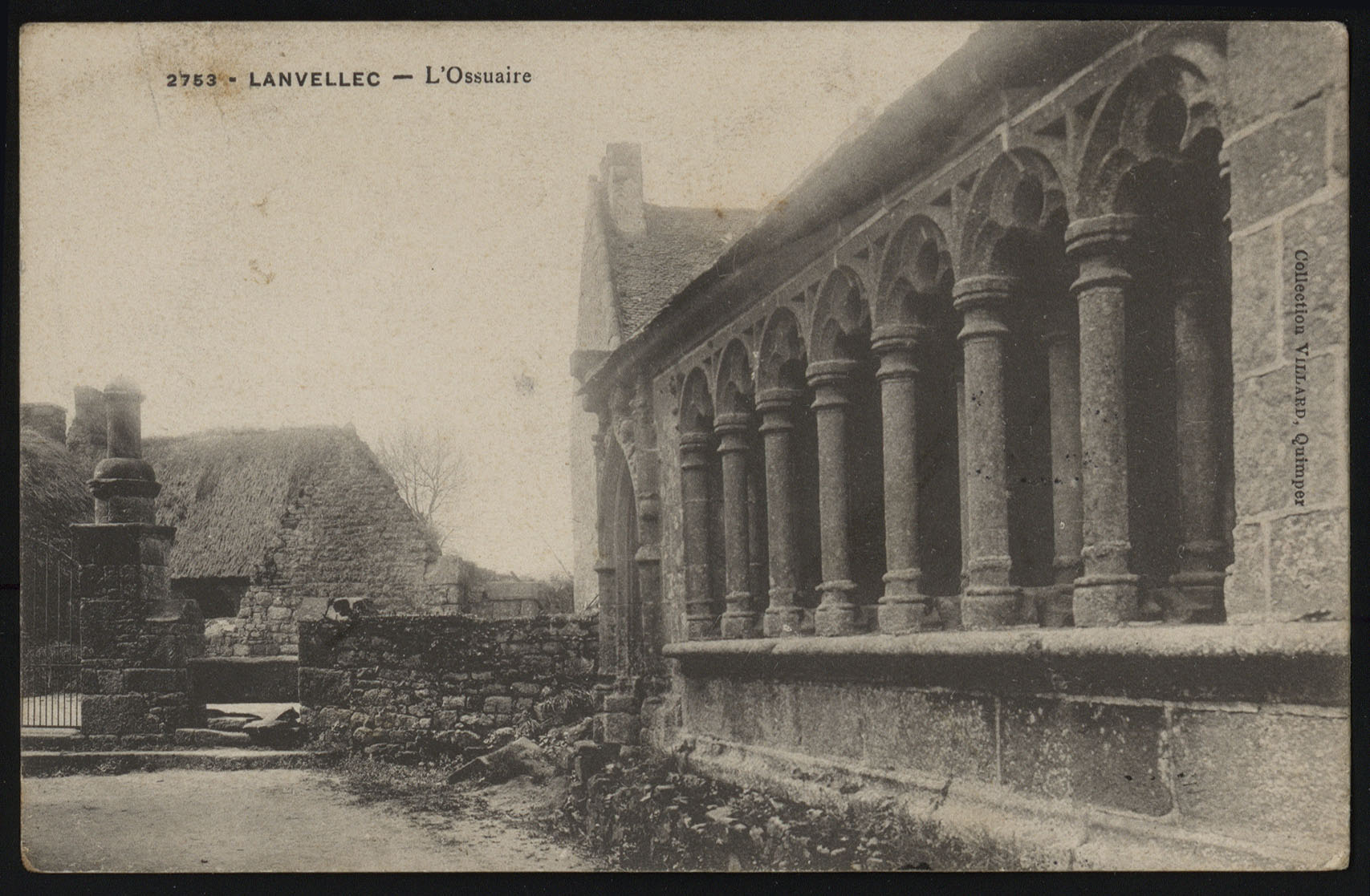